# Pizzo Zapport
Il Pizzo Zapport (3.152 m s.l.m. - in tedesco Zapporthorn) è una montagna delle Alpi dell'Adula nelle Alpi Lepontine.

## Descrizione
Si trova nello svizzero Canton Grigioni. Contorna la val Mesolcina e ad occidente del passo del San Bernardino, appartiene al gruppo dell'Adula.